# Ana María de Huarte y Muñiz
Ana María de Huarte y Muñiz (Ana María Josefa Ramona Juana Nepomucena Marcelina Huarte y Muñiz; 17. ledna 1786, Morelia – 21. března 1861, Filadelfie) byla první mexickou císařovnou. Známá svou krásou, půvabem a vzděláním, provdala se za Agustína de Iturbide, který krátce vládl jako císař v letech 1822–1823, předtím, než byl vyhoštěn krátkodobou prozatímní vládou. Při pokusu vrátit se do Mexika, aby znovu získal moc, byl zatčen a popraven. Císařovna prožila své vdovství většinou v Americe.

## Život
Ana Maria se narodila 17. ledna 1786 v mexickém městě Valladolid, považovaném tehdejšími učenci za "Zahradu nového Španělska". Jejím otcem byl Isidro Huarte, který v druhé polovině 18. století odešel z Goizuety v Navaře na severu Španělska za lepšími příležitostmi a nashromáždil obrovské jmění. Její matka, Doña Ana Manuela Muñiz y Sánchez de Tagle, byla Isidrovou druhou manželkou. Ana Manuela náležela k jedné z nejbohatších a nejvlivnějších rodin Nového Španělska, rodu Tagle, rodině markýze z Altamiry. Její prapradědeček byl bratrem Luise Sáncheze de Tagle, 1. markýze z Altamiry.
Ana Maria byla v roce svého narození pokřtěna v Sagrario Metropolitano de Valladolid. Později navštěvovala Colegio Santa Rosa María de Valladolid, které bylo známé svou vzdělávací a hudební dokonalostí. Ana Maria se vyznamenala jako vynikající studentka a měla také hudební nadání.

### Manželství a potomci
Ana Maria byla velmi krásná a její rysy byly přirovnávány k Madoně. Během pobytu v Colegio Santa Rosa Maria předváděla své laskavé a nádherné způsoby a právě na této škole potkala mladého Agustina de Iturbide. Mladý Agustin byl považován za velmi hezkého a pocházel z velmi bohaté baskické šlechtické rodiny. Jejich manželství bylo mnohými považováno za dokonalý svazek.
V pátek 27. února 1805 v jednu hodinu odpoledne se devatenáctiletá Ana Maria za dvaadvacetiletého Agustina de Iturbide provdala. Ana Maria dorazila do katedrály ve Valladolidu oblečená jako rakouská princezna, zdobená bílou krajkou. Jejich svatba byla velkou společenskou událostí, ženy na sobě měly své nejlepší klenoty a přepychové šaty, zatímco muži byli oblečeni v přísném společenském oděvu. Ana María obdržela věno ve výši sto tisíc pesos, za které si pár koupil haciendu ve městě Maravatío.
Za devatenáct let manželství se jim narodilo deset dětí:
- Agustín Jerónimo de Iturbide y Huarte (1807–1866)
- Sabina de Iturbide y Huarte (1810–1871)
- Juana de Iturbide y Huarte (1812–1828)
- Josefa de Iturbide y Huarte (1814–1891)
- Ángel de Iturbide y Huarte (1816–1872)
- María de Iturbide y Huarte (1818–1849)
- Dolores de Iturbide y Huarte (1819–1820)
- Salvador de Iturbide y Huarte (1820–1856)
- Felipe de Iturbide y Huarte (1820–1853)
- Agustín Cosme de Iturbide y Huarte (1824–1873)

### Císařovna
Agustín de Iturbide byl korunován v metropolitní katedrále v Ciudad de México 21. července 1822, Ana María byla korunována císařovnou při komplikovaném obřadu. Zúčastnili se jej biskupové z Puebly, Guadalajary, Duranga a Oaxacy a předsedal mu mexický arcibiskup Fonte.
Po korunovaci žil pár v paláci markýze San Mateo Valparaiso z 18. století spolu s částkou jeden a půl milionu pesos na výdaje. Císařovna Ana Maria byla doprovázena přední dámou, sedmi dvorními dámami, devíti čestnými dámami, sedmi dámami komory, dámami odpovědnými za její šatník a osobním lékařem, zatímco její děti dostaly opatrovníky, lektory a vychovatelky.
Když začal problém v rámci mexického císařství, uchýlila se císařovna a její děti do kláštera. Brzy se připojila ke svému manželovi v exilu, když se 19. března 1823 vzdal trůnu. Císařská rodina byla doprovázena svými věrnými poddanými a generálem Nicolasem Bravem. Rodina se plavila na lodi plné jídla, vína, šperků a uměleckých děl, až nakonec dorazila do Itálie. Velkovévoda Ferdinand III. Toskánský dovolil císařské rodině zůstat v Livornu, kde si pronajala malý venkovský dům. Poté však španělský král tlačil na toskánského velkovévodu, aby císařskou rodinu vyhnal, a tak rodina odjela do Londýna.
Její manžel, bývalý císař, nadále dostával zprávy z Mexika i rady od příznivců, že pokud se vrátí, bude oslavován jako osvoboditel a potenciální vůdce proti španělské invazi. Iturbide poslal 13. února 1824 zprávu na kongres v Mexico City a nabídl své služby v případě španělského útoku. Kongres nikdy neodpověděl. Konzervativnější politické frakce v Mexiku nakonec přesvědčily Iturbida, aby se vrátil. V doprovodu své manželky, dvou dětí a kaplana (Joseph A. Lopez) přistál Agustin de Iturbide 14. července 1824 v přístavu Soto la Marina v Mexiku, kde byl 19. července zatčen a později popraven popravčí četou. Ana Maria zrovna čekala své nejmladší dítě.
Kongres v Mexiku umožnil císařovně a jejím dětem odejít do Velké Kolumbie a rodině poskytl roční důchod 8 000 pesos. Nebyla však žádná loď, která by je odvezla. Rodina se namísto toho usadila ve Spojených státech. Ana Maria porodila své desáté dítě v New Orleans, poté pobývala v Baltimoru a poté se usadila v malém domě v Georgetownu. Bývalá císařovna byla se svými dvěma dcerami nakonec umístěna do Filadelfie, zatímco ostatní děti pokračovaly ve studiu na různých místech. V roce 1847 jí mexická vláda přestala dávat důchod vhodný pro bývalou císařovnu. V Bílém domě ji přijal také prezident James K. Polk, když hledala pomoc ohledně svého důchodu.
Císařovna Ana Maria věnovala několik portrétů a rodinných memoriálů exilové císařské rodiny klášteru, například korunu z tkaného materiálu vyrobeného ze zlata a stříbra. Zažila bolest ze smrti dvou svých dcer i manželství svých synů Salvadora a Angela. Císařovna nikdy neschválila sňatek svého syna Angela s Američankou Alice Greenovou, pravnučkou George Platera, guvernéra Marylandu.

### Smrt
V noci v úterý 21. března 1861 pětasedmdesátiletá Ana Maria Josefa Ramona de Huarte de Iturbide y Muñiz, bývalá mexická císařovna, zemřela ve své residenci ve Filadelfii. Pohřbena byla v hrobce IX na hřbitově u kostela svatého Jana Evangelisty.
Obřad byl velmi jednoduchý. Žádní bývalí společníci této šlechtičny, která se narodila v jedné z nejurozenějších rodin Španělska a která kdysi nosila korunu, se s ní nepřišli rozloučit. Pohřbu se zúčastnilo několik mužů ve Filadelfii, jejichž vysoké sociální postavení jim umožnilo poznat bývalou císařskou rodinu. Pouze jeden z deseti tisíc obyvatel Filadelfie věděl, že byla císařovnou.

## Výnos
Suverénní mexický ústavodárný kongres rozhodl dne 22. června 1822 o následujícím:
- Mexická monarchie je umírněná, ústavní a také dědičná.
- V důsledku toho volá národ po následnictví koruny za smrt současného císaře, jeho prvorozeného syna Dona Agustína Jerónima de Iturbide. O pořadí následnictví trůnu rozhodne Ústava císařství.
- Korunní princ se bude nazývat "císařským princem" a bude s ním zacházeno jako s císařskou výsostí.
- Legitimní synové a dcery Jeho císařského Veličenstva se budou nazývat "mexickými princi" a bude s nimi zacházeno jako s Výsostí.
- Don José Joaquín de Iturbide y Arreguí, otec Jeho císařského Veličenstva, bude během svého života vyznamenán titulem "princ Unie" a zacházeno s ním jako s Výsostí.
- Titul "princezna z Iturbide" je udělen také Doñe Maríi Nicolase de Iturbide y Arámburo, sestře císaře a bude s ní zacházeno jako s Výsostí.

## Erb
| Znak Jejího císařského Veličenstva Any Huarte de Iturbide jako mexické císařovny |